# Miguel Gutiérrez
Miguel Gutiérrez (Città del Messico, 7 maggio 1931 – León, 1º febbraio 2016) è stato un calciatore messicano, di ruolo difensore, detto El Mule (in spagnolo Il Mulo).

## Carriera

### Club
Ha giocato per 16 anni per il León con cui ha vinto un campionato, una Campeón de Campeones e una Copa México.

### Nazionale
Con la Nazionale messicana ha preso parte ai Mondiali 1958.

## Palmarès

### Club
- Campionato messicano: 1

León: 1955-1956
- Campeón de Campeones: 1

León: 1956
- Copa México: 1

León: 1957-1958